# Premio Rodríguez Santamaría
El Premio Rodríguez Santamaría es un premio de periodismo que concede la Asociación de la Prensa de Madrid (APM). Creado en 1939 sin especificación concreta para su concesión, la APM lo fue otorgando con distintos criterios de selección. Sin embargo, a partir de 1994, el Premio Rodríguez Santamaría se concede como reconocimiento a los méritos alcanzados por el periodista durante su trayectoria profesional. En la edición de 2013 pasó a denominarse Premio APM de Honor.

## Premiados
2019 y 2020
- Francisco Giménez-Alemán 2018
- Mariano Guindal

2017
- Nativel Preciado

2016
- Juan Cruz

2015
- Fernando González Urbaneja

2014
- Joaquín Estefanía

2013
- Victoria Prego

2012
- Jose Antonio Zarzalejos  2011
- Soledad Gallego-Díaz

2010
- Enrique Meneses Miniaty

2009
- Juan Pedro Quiñonero

2008
- Alfonso Sánchez García

2007
- Máximo Sanjuán

2006
- Antonio Fontán

2005
- Carlos Nadal Gaya

2004
- Rosa Montero

2003
- Joaquín Soler Serrano
- Manuel Martín Ferrand

2002
- Eugenio Suárez Gómez
- Miguel Martín García

2001
- Paloma Gómez Borrero

2000
- Jesús de la Serna Gutiérrez de Répide

1999
- Manuel Leguineche Bollar

1998
- Guillermo Luca de Tena

1997
- Eduardo Sotillos Palet

1996
- Alejandro Fernández Pombo

1995
- Escolástico Medina Chao ("Tico Medina")

1994
- Francisco Yagüe Zalamea

1993
- Enrique de Aguinaga López

1992
- José Montero Alonso

1991
- Revista Tiempo

1990
- Ángel Benito Jaén

1989
- Encarnación Margarita Isabel Verdugo Díez ("Margarita Landi")

1988
- Agencia EFE

1987
- Carlos Mendo Baos

1986
- Radio Nacional de España

1985
- Enrique Gil de la Vega

1984
- Diario Ya

1983
- Manuel Sanz Bermejo

1982
- Gonzalo Velasco Viejo

1981
- Victoriano Fernández Asís

1980
- Diario ABC

1979
- Jesús Martínez Tessier

1978
- Eugenio Montes Domínguez

1977
- Luis Calvo Andalus

1976
- Juan Aparicio López

1975
- Vicente Gallego de Castro

1974
- Ibrahim de Malcervelli Billelchor

1973
- Pedro Gómez Aparicio

1972
- Manuel Aznar Zubigaray

1971
- José María Alfaro Polanco

1970
- José María de Manzanos López Peregrín

1969
- Francisco Casares Sánchez

1968
- Manuel Marañón Grande

1967
- Rafael Chico Pérez
- Antonio González Cavada

1966
- Emilio Herrera Mazorra

1965
- Ricardo García López ("K-Hito")

1964
- José Augusto Trinidad Martínez Ruiz ("Azorín")

1963
- José del Río Sainz ("Pick")

1962
- Francisco Serrano Anguita ("Tartarín")

1961
- Enrique Franco Manera
- Antonio Fernández Cid

1960
- José Manuel Miner Otamendi

1959
- Diego Jalón Holgado
- Ismael Medina Cruz

1958
- José Luis Gómez Tello

1957
- Manuel Vigil Vázquez

1956
- Luis de Diego López
- Manuel Barbeito Herrera

1955
- Manuel Vázquez de Prada
- Manuel Calvo Hernando

1954
- Manuel Casares Sánchez

1953
- Emilio García Rojo
- Julio Camarero Custance

1952
- Waldo de Mier García-Maza

1951
- Enrique de Aguinaga López
- Domingo Fernández Barreira

1950
- Emilio Romero Gómez

1949
- Francisco Ugalde Pardo
- Fernando Gómez Pamo del Fresno

1948
- José Esteban Blasco

1947
- José María Sánchez-Silva y García-Morales

1946
- Víctor Ruiz Albéniz

1945
- Gerardo Contreras Saldaña

1944
- Manuel Fernández Cuesta

1943
- Celestino Espinosa Echevarría

1942
- José de la Cueva y Orejuela
- José de Juanes Vicente

1941
- Jorge de la Cueva y Orejuela
- Cristóbal de Castro Gutiérrez
- Alfredo Marqueríe Mompín

1940
- Félix Centeno García
- Javier Sánchez Ocaña

1939
- Diario Madrid